# La Cité (Rennes)
La salle de la Cité est une salle de rencontres syndicales et politiques et une salle de spectacle rennaise, en Bretagne, dessinée par Emmanuel Le Ray et construite en 1925 à la suite du mouvement ouvrier du XIXe siècle. 
Elle a eu au cours du XXe siècle plusieurs fonctions (salle de cinéma, de spectacle...). Le lieu est plusieurs fois rénové et la peinture de Camille Godet, présente dans l'édifice, est classée au patrimoine. Cependant, du fait de sa proximité avec le voisinage, son utilisation dans le cadre de festival musical se fait plus rare dans les années 2010 et la salle est occupée lors des mouvements d'opposition à la loi travail. 
Un projet de réhabilitation est amorcé après le mouvement de 2015 et, en 2021, les travaux de rénovation et de mise aux normes sont achevés. De nouvelles activités en son sein sont désormais en cours de planification notamment pour y accueillir des résidences d'artistes.

## Situation
La salle se situe dans le quartier Centre, au nord du centre historique de la ville de Rennes, à proximité de la place Sainte-Anne. L'édifice a une entrée au 10 rue Saint-Louis au Sud et une autre au Nord par la rue d’Échange, où il fait face au Couvent des Jacobins.
Ce site est desservi par le métro : Station Sainte-Anne.

## Historique

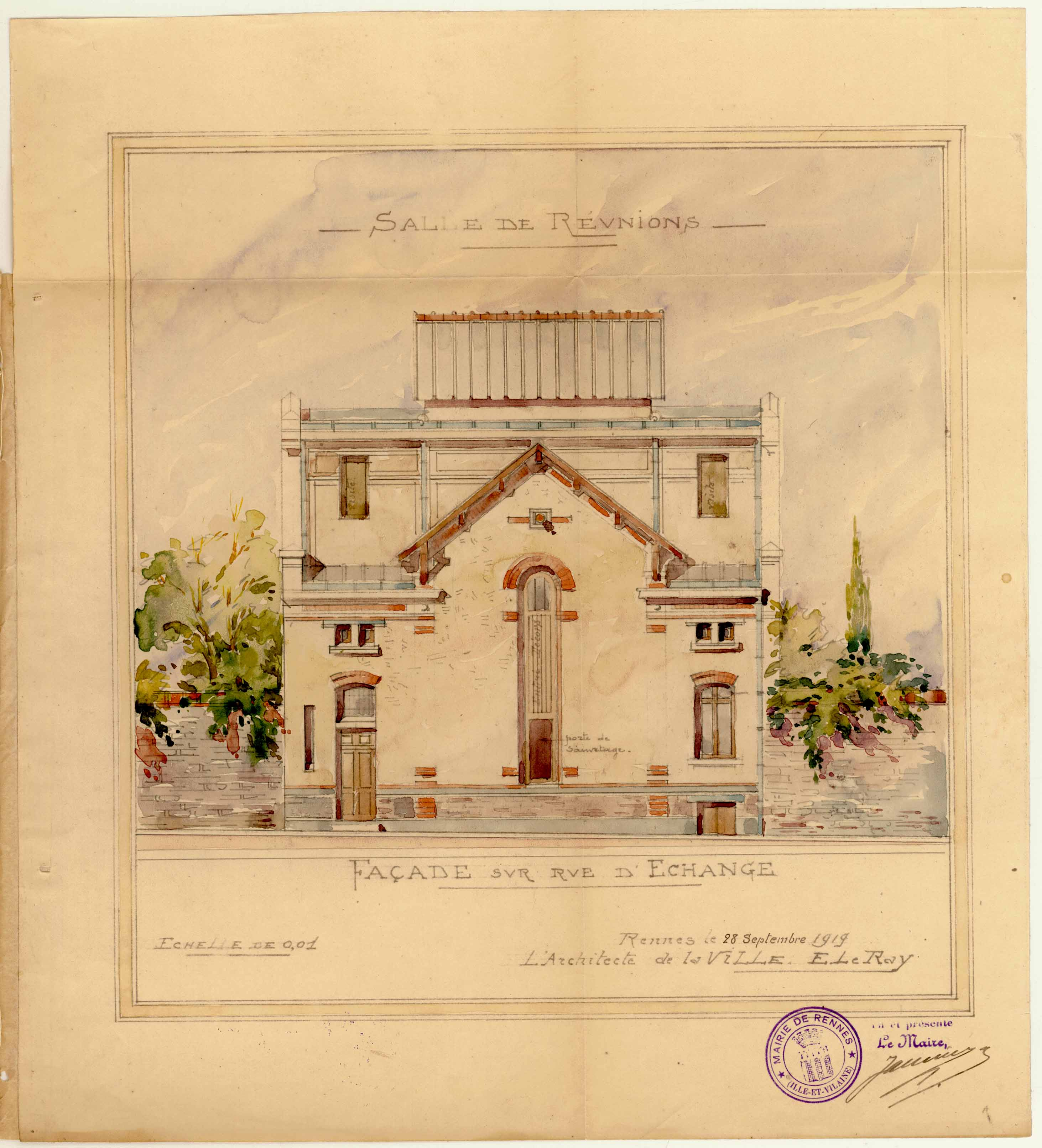
Projet de construction d'une salle de réunion. Plan en élévation de la façade sur la rue d'Echange.

Construite en 1925 et associée à la maison du peuple, la salle de la Cité naît du mouvement ouvrier du XIXe siècle dans l'esprit des bourses du travail. Elle répond à un projet social et aux besoins de fonctionnement des syndicats en accueillant les réunions publiques. Elle est un haut lieu de la démocratisation de la culture et des loisirs : son architecte, Emmanuel Le Ray, dote la salle d'une cabine de projection et d'une scène. Le peintre Camille Godet est chargé de la décoration. Il réalise pendant la construction de nombreux croquis des ouvriers sur le chantier qu'il retranscrit dans une fresque à l'huile sur toile. 
En 1960, la salle de la Cité est transformée en salle de cinéma et la fresque dissimulée derrière des tentures. Elle est redécouverte et restaurée en 1994 puis classée au titre des monuments historiques en 1997,.

## La Cité et la musique
À partir de 1977, elle a connu une nouvelle période de notoriété avec le développement au sein de la vie rennaise des musiques actuelles et amplifiées. Ce lieu accueille la première édition des Rencontres Trans Musicales le 14 et 15 juin 1979. 
Restant aujourd'hui un lieu mythique d'échange entre les artistes et le public, la Cité abrite encore un grand nombre de concerts à l'année organisés par des sociétés de production ou des associations locales ainsi que de nombreux festivals tels que les Rencontres Trans Musicales, Les Tombées de la nuit, le Festival Agrock, le Festival Yaouank, le Festival Travelling... 
À la suite de plaintes du voisinage, elle n'accueille désormais plus de concerts en soirée. 

## Réhabilitation dans les années 2010
Longtemps enclavée dans l'étroite rue Saint-Louis, la salle de la Cité dispose désormais d'une entrée dédiée, depuis la destruction de la maison du peuple en janvier 2013. Ce bâtiment, qui accueillait les locaux de la CGT, masquait la salle devant la rue. 
Durant le printemps 2016, la salle connait plusieurs périodes d'occupation par les acteurs du mouvement d'opposition à la loi travail comme lieu d'organisation,. Plusieurs fois repoussée, sa réouverture est programmée en février 2020, après un plan de réhabilitation de 1,6 million d'euros pour restaurer le monument en le conformant aux normes actuelles.